# 키어런 길런
키어런 길런(영어: Kieron Gillen)은 영국의 만화가이자 전 게임, 음악 전문 기자이다. 이미지 코믹스에서 작화가 제이미 매켈비와 같이 《포노그램》을 냈으며, 마블 코믹스에서 《저니 인투 미스터리》, 《언캐니 엑스맨》, 《아이언맨》 등의 작품 스토리를 썼다.

## 저작

### 마블 코믹스
| 제목                                       | 이슈번호 | 연도    |
| ------------------------------------------ | -------- | ------- |
| 《언캐니 엑스맨》Uncanny X-Men             | #531-544 | 2011    |
| 《저니 인투 미스터리》Journey into Mystery | #622-645 | 2012-14 |
| 《영 어벤저스》Young Avengers              | #1-15    | 2013    |
| 《아이언맨》Iron Man Vol.5                 | #1-28    | 2013-14 |